# Guiot du Ponteil

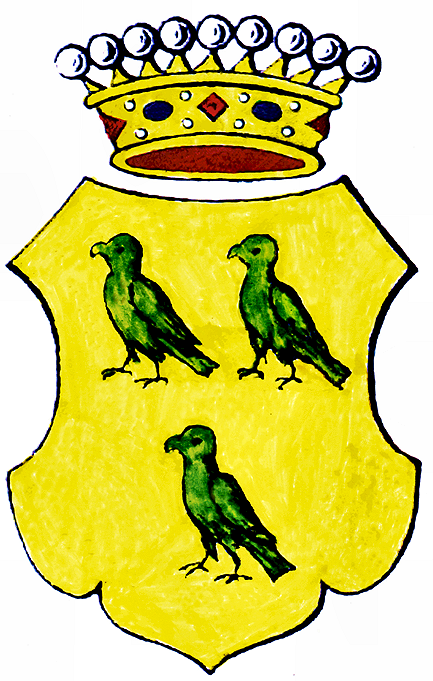
Wappen der Grafen Guiot du Ponteil 1829

Die Grafen Guiot de Ponteil waren ein altes, aus dem Limousin stammendes Adelsgeschlecht, das in Frankreich den Marquis- und in Bayern den Grafentitel erwarb.

## Geschichte
Die Guiot de Ponteil entstammte einer alten, seit Anfang des 14. Jahrhunderts bekannten französischen Familie, deren Ursprung im Limousin zu suchen ist. Pierre Guiot, écuyer seigneur d'Asnières, wurde 1333 mit Asnières belehnt, und von diesem an konnte die Familie die ununterbrochene Stammreihe nachweisen.
Marquis Jean Baptiste, écuyer, Herr von Ponteil (* 20. November 1744 in St. Maurice-de-Lions; † 20. Januar 1814 in München), Hauptmann im Regiment Neustrie, Ritter von St. Louis, war ein Sohn des Louis, écuyer, Herr von d’Echérat und Ponteil und der Marie Rose Barbarin und Enkel des Alexis de Guiot, seigneur de Chalonne (* 29. Mai 1680; † 18. Juni 1734) und der Susanne Louise de Tharreau. Er heiratete Catherine Antonine Josephine de Neubeck († 18. Mai 1850), mit der er zwei Söhne zeugte. Guiot verließ mit seiner Familie infolge der 1. Französischen Revolution Frankreich und siedelte in Bayern.
Seine Nachfahren errangen hohe Positionen in Armee und Verwaltung. Der Eintrag in die bayerische Adelsmatrikel als Marquis wurde für seine beiden Söhne Heinrich und Carl am 16. Oktober 1820 vollzogen, sodann erfolgte die bayerische Genehmigung der Führung des Grafentitels am 5. Februar und die Immatrikulation bei der Grafenklasse am 11. März 1829.
Das Geschlecht der Grafen Guiot de Ponteil ist im Mannesstamm erloschen.

## Wappen
1829: Im goldenen Schilde drei (2 und 1) grüne, rechtsgekehrte Papageien. Auf dem Schilde steht die Grafenkrone.

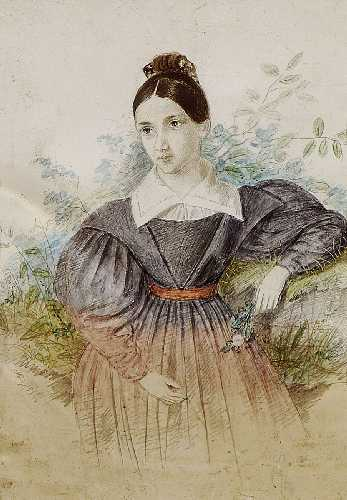
Caroline Gräfin Guiot du Ponteil

## Persönlichkeiten (Bayern)
- Heinrich Johann Joseph Graf von Guiot du Ponteil (* 2. Dezember 1789 in Weißenburg; † 2. August 1861 in Lenggries) war ein bayerischer Kämmerer (1816), Kommandant des 3. Königlich Bayerisches Jägerbataillons, Generalmajor (12. April 1847) und Brigadier (1850) in der 4. Armeedivision.[5] Er ehelichte Mathilde Freiin von Gumppendorf auf Peuerbach (* 13. Februar 1791 in Regensburg), Ehrenstiftsdame zu St. Anna, mit der er zwei Söhne hatte.[6]

- Carl Johann Graf von Guiot du Ponteil (* 18. April 1795 in Osterburken; † 22. Dezember 1859), war 1833 zuerst Direktor des Kreis- und Stadtgerichts Augsburg, dann 1845 Vorsitzender des Appellationsgerichts Mittelfranken.[7] Er vermählte sich in erster Ehe am 7. Oktober 1821 mit Caroline Freiin von Schönfeld, die bereits wenige Monate später verstarb († 7. Juli 1822). Am 10. Juni 1833 heiratete er in München zum zweiten Mal, nämlich Wilhelmine Freiin von Schwerin (* 25. Juni 1806), mit der er vier Kinder hatte.[6]
- Carl Friedrich Johann Graf von Guiot du Ponteil (* 20. November 1820 in Regensburg; † 4. März 1870 in München), Sohn des Heinrich, war Dompropst von Eichstätt, aber auch Hofprediger an der Allerheiligenkirche in München und Münchner Ehren-Kanonikus.[8]
- Alexander Carl Heinrich Graf von Guiot du Ponteil (* 26. Dezember 1824 in München; † 13. März 1892 in Augsburg), Sohn des Heinrich,  zuerst Oberleutnant à la suite, später Rittergutsbesitzer von Thürnhofen und Mitglied des Landrats von Mittelfranken tätig im Ausschuss für Landwirtschaft und Gewerbe, verheiratet zuerst am 12. März 1849 mit Konradina Stephania Friederika (26. Februar 1830 in Augsburg; † 11. Dezember 1886 ebenda), Tochter des Landwehrobersten und Bankiers von Frölich, danach mit Mathilde (* 9. Januar 1828 in Würzburg).[6]